# لست جارية (مسلسل)
لست جارية مسلسل درامي سوري من نوع للمخرج ناجي طعمي، ومن تأليف فتح الله عمر، بدأ عرضه على قناة سوريا دراما في تاريخ 1 رمضان سنة 1437هـ الموافق 6 يونيو سنة 2016م واستمر عرضه حتى تاريخ 30 رمضان سنة 1437هـ الموافق 5 يوليو سنة 2016م ويتألف المسلسل من 30 حلقة.

## قصة مسلسل
تدور احداثه حول حياة قصة ( ميس) التي تؤدي دورها الفنانه كندة حنا التي تقع في حب شخص يدعى غالب الذي يؤدي دوره الفنان عبد المنعم عمايري ويتكلل هذا الحب بالزواج، وبعد ذلك تبدأ المشاكل بين الزوجين
فبعد ان يكشف غالب سراً تخفيه عنه زوجته فتبقى مدى عمرها جارية له  وتستمر احداث هذا المسلسل

## ابطال هذا المسلسل
- عبد المنعم عمايري
- كندة حنا
- عبد الهادي صباغ
- زهير رمضان
- احمد رافع
- مديحة كنيفاتي
- سوسن ميخائيل
- امارات رزق
- وفاء بشور
- ضحى الدبس